# Pissi (Zimtenga)
Pour les articles homonymes, voir Pissi.
Pissi est une commune rurale située dans le département de Zimtenga de la province de Bam dans la région Centre-Nord au Burkina Faso. En 2006, la ville comptait 392 habitants dont 51,5% de femmes.